# Carex monodynama
Espèce
Classification phylogénétique
Carex monodynama est une espèce de plantes du genre Carex et de la famille des Cyperaceae.